# Ove Dahl (politi)
Ove Dahl (født 1949) var kriminalinspektør i Københavns Politi med titel af drabschef. Han var tidligere røverichef og før det souschef i drabsafdelingen. I 2003 afløste han kriminalinspektør Kurt Jensen som drabschef, da Kurt Jensen gik på pension. Han gik selv på pension i 2011 og blev efterfulgt af Jens Møller Jensen.

## Klager om racisme
Lørdag d. 6. marts 2010 bragte Politiken på side 4 en artikel med overskriften: "Politi: Rumænere er top-kriminelle" om kriminelle østeuropæere, herunder rumænske kriminelle i Danmark. I et interview i artiklen udtalte Dahl: 
| Citat | Ove Dahl advarer specielt mod de rumænske kriminelle og opfordrer folk til at gøre, hvad de bliver bedt om, hvis de bliver udsat for et røveri. »Rumænerne er skrupelløse. De slår ihjel for et par hundrede kroner. Det er en helt anden kultur«, siger han. | Citat |
| Originalartiklen er fjernet fra Politikens hjemmeside, men redigerede udgaver af artiklen findes på andre mediers hjemmesider. | |       |

Næstformanden for Radikale Venstre Zenia Stampe fandt udtalelserne racistiske og samme dag skrev hun til Statsadvokaten for København og Bornholm for at klage over Dahl. Om søndagen beklagede Dahl sine udtalelser og Stampe trak klagen tilbage.
Flere af de trykte medier fortalte, på baggrund af en fejl i det oprindelige Ritzau-telegram, fejlagtigt, at Stampe havde politianmeldt Dahl. Når politiansatte begår ulovligheder i tjenesten, indgives imidlertid klage til Statsadvokaten. Stampe rettede bl.a. fejlen i Deadline 8. marts og i P1 Debat 9. marts 2010.